# Paremonia argentata
Paremonia argentata är en fjärilsart som beskrevs av George Francis Hampson 1914. Paremonia argentata ingår i släktet Paremonia och familjen björnspinnare. Inga underarter finns listade i Catalogue of Life.